# Hypagyrtis unipuncta
Hypagyrtis unipuncta är en fjärilsart som beskrevs av Dyar 1902. Hypagyrtis unipuncta ingår i släktet Hypagyrtis och familjen mätare. Inga underarter finns listade i Catalogue of Life.